# Анастасија
Анастасија (укр. Анастасія) — македонський музичний гурт, який було засновано у 1990 році.
Членами колективу є: 
- Горан Трайкоскі (екс Saraceni, Падот на Византија, Мізар, Апореа) — вокал, гайд, кавал
- Златко Оріганскі (екс Lola V. Stain) — гітара, мандоліна, кавал
- Зоран Спасовскі (екс Мізар, Апореа) — бек-вокал. ударні, клавішні

Їхня музика являє собою суміш, яка поєднує візантійську музику минулого, через православна церква музика з багатою гамою македонських народних ритмів. Вони грають на дуже типових для Балкан, акустичних інструментах: кавал (флейта), гайд (волинка), тапан, (барабан), а також використовують сучасні технології — комп'ютери, семплери, синтезатори й т. і.
Гурт неодноразово писав музику до фільмів, театральних вистав і телепрограм. Їх саундтрек до фільму „Перед дощем” (мак. Пред дождот, Pred doždot) був виданий лейблом Polygram, у 1994 році та був розпроданий у світі багатотисячним тиражем. У тому самому році на салоницькому лейблі Poeta Negra, був виданий 12″ EP, який містив перероблені треки „На реках вавилонских“ та „Премин““' (Прохід).
У 1997 році на грецькому лейблі Libra (cat. no. L.M.007)  вони випустили альбом "Melourgia". Реліз містив нову перероблену версію „На реках вавилонских“. За цією роботою, на тому ж самому лейблі (cat.no. L.M.013), послідував останній, на сьогодні, альбом «Nocturnal».

## Виноски
1. ↑  Poeta Negra's release catalogue. Архів оригіналу за 24 липня 2008. Процитовано 16 грудня 2009. [Архівовано 24 липня 2008 у Wayback Machine.]
2. ↑  Libra Music's release catalogue. Архів оригіналу за 29 травня 2004. Процитовано 16 грудня 2009. [Архівовано 29 травня 2004 у Archive.is]